# Dassault MD 315 Flamant
Dassault MD 315 Flamant este un avion francez ușor cu motoare duble, fiind o aeronavă de transport construită la scurt timp după al doilea război mondial de către Dassault Aviation pentru Forțele Aeriene Franceze.

## Variante
MD 303
Prototip, un exemplar construit.
MD 311
Avion de bombardament, de navigare și de fotografiere, 39 construite.
MD 312
Avion de transport cu 6 locuri și de comunicații, 142 construite.
MD 312B
Versiunea experimentală cu o greutate maximă mai mai mare, o bucată construită.
MD 315
Avion de transport utilitar cu 10 locuri, 137 construite.
MD 316
Un avion MD 315 dotat cu două-820 CP (611 kW) SNECMA 14X super motoare cu piston radial Marte.

## Operatori
Cambodia
- Cambodian Air Force (MD 315)

 Camerun
- Cameroon Air Force (MD 315)

 Franța
- French Air Force (MD 315, MD 312, MD 311)
- French Navy (MD 312)

 Madagascar
- Madagascar Aeronaval Force (MD 315, MD 312)

 Vietnam
- Vietnam Air Force (MD 312, MD 315)

 Tunisia
- Tunisian Air Force (MD 312)[1]